# 이시마 (도쿠시마현)

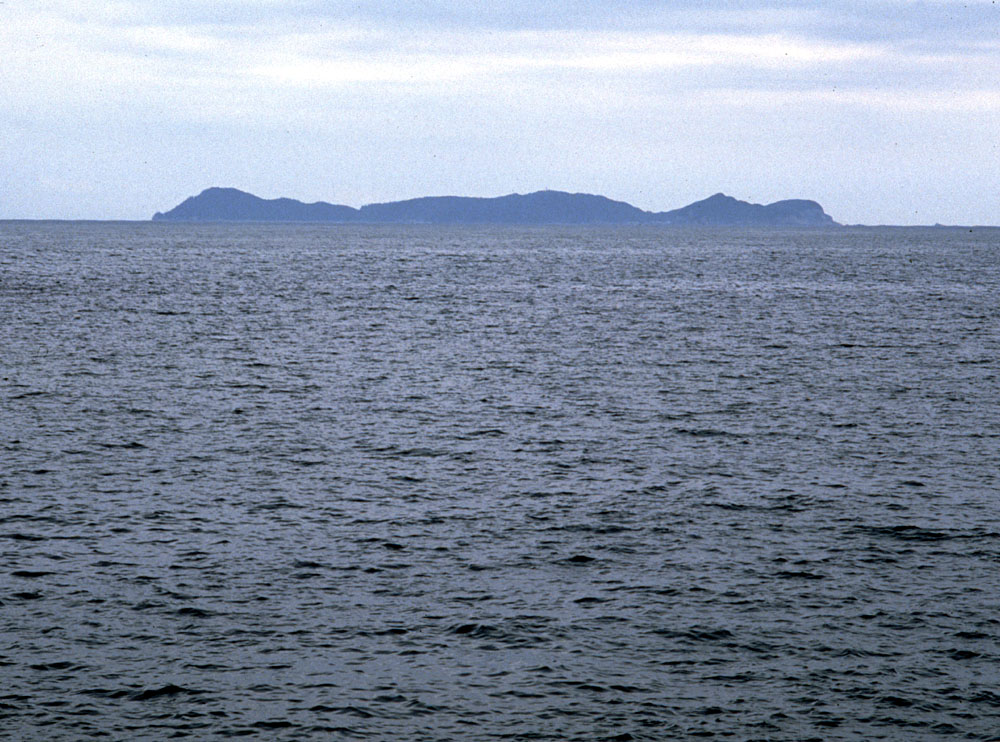
이시마

이시마(伊島, 표준어: 이시마섬)는 일본 시코쿠 도쿠시마현 아난시의 섬으로 면적은 1.45km2이다. 이 섬은 시코쿠의 최동단 섬이다. 이 섬 주변에는 많은 암초들이 위치해 있다. 이 섬에서는 왕새우, 소라, 전복, 갯가재 등이 많이 잡힌다. 이 섬은 시코쿠 동쪽 끝에 있어 맑은 날에 동쪽에 위치한 혼슈가 보이기도 한다. 이 섬은 사람이 살지 않는 섬이다.